# Gonomyia nestor
Gonomyia nestor är en tvåvingeart som beskrevs av Alexander 1947. Gonomyia nestor ingår i släktet Gonomyia och familjen småharkrankar. Inga underarter finns listade i Catalogue of Life.